# Vendvidéki Köztársaság
A Vendvidéki Köztársaság, más alakban Murai Köztársaság rövid életű államalakulat, amely 1919-ben a mai Vendvidék (Szentgotthárd térsége) és a Szlovéniához tartozó Muravidék (Muraszombat és Lendva körzetei) területén alakult meg, a szentgotthárdi, muraszombati és alsólendvai járások területén, bár több területre csak elvileg terjedt ki hatalma. Az új államot még saját határain belül sem ismerte el mindenki. Az ügy hátterében lappangó valóság igencsak kiábrándító képet nyújt: nem a magyarországi szlovének vagy a rend helyreállítása érdekében alakították meg, hanem önös célból, azaz a terület sajátos nemzeti jellegét egyszerűen csak kihasználták.
A Vendvidéki Köztársaság egyike azon államoknak, amelyeket az első világháború után hoztak létre az Osztrák–Magyar Monarchia területén. Legtöbbjük nem maradt fenn sokáig, vagy mert nemzetközileg nem ismerték el államiságukat, vagy Magyarország foglalta vissza, vagy a többi utódállam, például Jugoszlávia vagy Csehszlovákia szállta meg. A Vendvidéki Köztársaságot csak Ausztria ismerte el. Az állam alapítója és vezetője egy hajdani cserföldi (ma Črenšovci) kántortanító, Tkálecz Vilmos volt. Tkálecz korábban nem volt tagja a magyarországi szlovén autonómia megteremtéséért küzdő mozgalmaknak.
Tkálecz lépése meghökkenést és ellenszenvet váltott ki. Alig lelt támogatókra, és azok közül is többen kényszerből álltak csak mellé. A Magyar Vörös Hadsereg napokon belül megérkezett, és megszállta az újdonsült államot, amelynek maroknyi reguláris katonája kellő tapasztalat és hozzáértés hiányában képtelennek bizonyult a védekezésre.
A Vendvidéki Köztársaság kikiáltásának valódi oka nem az volt, miszerint a „Vendvidék nem rokonszenvezik a kommunistákkal”, ahogy ezt Tkálecz fogalmazta, hanem az hogy Tkálecz az államvezető posztjával járó előnyöket vagyonszerzésre akarta használni, egyúttal szerette volna elkerülni, hogy korábbi törvénytelenségei miatt felelősségre vonják.
A Vendvidék már az I. világháború befejezte után, de még a köztársaság kikiáltása előtt önállósult, ami nem jelentett szuverén államiságot, viszont így a területen működő hatóságok önállóbban irányíthatták a Vendvidéket, és a központi hatalomnak a térségben nem maradt semmi befolyása. E törekvés okai a háborút követő összeomlás és azzal járó kaotikus állapotok voltak. Szilárd központi hatalom hiányában a Vendvidék mellett más peremterületek is szinte elszakadtak az országtól, ahogy a helyhatóságok mind önállóbban cselekedtek. A településeket vezető bírók és polgármesterek – miként Tkálecz is – arra törekedtek, hogy minél jobban függetlenítsék magukat a Vas és Zala megyei szervektől. A lakosság áruellátását is önállóan kellett biztosítania, ezért illegális behozatallal (csempészettel) elégítette ki szükségleteit.
A kommunisták bukása után a szerbek vonultak be a Vendvidékre, amit Szentgotthárd vidéke kivételével birtokba is vettek – csak a második világháborúban foglalta vissza egy rövid időre a magyar hadsereg.
Amint ezt több történeti forrás, visszaemlékezés is bizonyítja, a vendvidéki emberek korábban erőteljesen ragaszkodtak régi hazájukhoz, Magyarországhoz. Békés természetük miatt azonban nem akartak nyílt összecsapásba keveredni, ezért mindig elfogadták az adott hatalmat. A Jugoszláviához csatlakozást kezdetben csak a katolikus papi és világi értelmiség támogatta, de rövid időn belül minden szlovén megbarátkozott ezzel a gondolattal. A vendvidéki szlovének továbbra is passzívan fogadták helyzetük változását, és feladták korábbi, ún. „hungarus” tudatukat.

## Elnevezései
A Murai Köztársaság az eredeti magyar okmányokban „A Vendvidéki Köztársaság munkás, katona és földműves tanács”, illetve „A Muravidéki Köztársaság” néven szerepel. Szlovénül Murska republika, lengyelül Republika Murska. Magyarul is több alternatív elnevezése van: Muravidéki Köztársaság, Vend Köztársaság, Mura Köztársaság, Murántúli Köztársaság, Murai Vend Köztársaság vendül Reszpublika Szlovenszka okroglina, vagy Reszpublika Mörszka. A Slovenska okroglina eredetileg a Tótságot, a Vendvidék és a Muravidék egykori nevét akarja jelenteni. Tulajdonképpen mind a Tótság, mind a Vendvidék eredetileg egyházigazgatási és nem földrajzi fogalom volt. A területen Tótsági Esperességi Kerület néven létrehoztak egy egyházi kerületet, amelynek lakói főleg szlovénok voltak, innen elnevezésük is, a „tót.” Amikor a Tótság elnevezést felváltotta a 19. században a Vendvidék kifejezés, annak szlovén megfelelőjeként a Slovenska krainát alkották meg, de még sokáig használták az „okroglina” szót is. Napjainkban Prekmurjei Köztársaság (szlov.: Republika Prekmurje) is felfedezhető, részben azért, mivel az egykori történelmi Vendvidék ma legnagyobb részt Szlovéniában van, és Prekmurjének (Murántúl) nevezik.

## Előzmények
Az I. világháborúban vesztes Osztrák–Magyar Monarchia több államra hullott szét. A horvát, bosnyák és szlovén területeket a délszláv egység megteremtését zászlajára tűző Szerbia vonta hatalma alá Montenegróval és Macedóniával egyetemben, létrehozva a Szerb–Horvát–Szlovén Királyságot.
1918-ban Károlyi Mihály vezetésével új kormány alakult Budapesten, és a korábbi magyarosító rendszertől már gyökeresen eltérő nemzetiségi politikával próbálkozott. A vendeknek, azaz a magyarországi szlovéneknek kulturális autonómiát ígért. 1918 végén már tervezték a vendvidéki autonómia kiszélesítését, 1919 májusában már engedték a nyugat-magyarországi németség szerveződését is.

Mivel keleten a Bácska és a Bánát szerb és román megszállását követően, azoknak a területeknek a sorsa véglegesen is megpecsételődött, már csak a Muraköz és a Vendvidék megtartása jöhetett szóba. A Muraköz viszont egyhangúlag amellett döntött, hogy nem kíván többé a magyar állam területéhez tartozni.

A vendvidéki értelmiség is már jóval többet akart kulturális autonómiánál. Klekl József nagy tekintélyű nemzetiségéi vezető a január 14-ei belatinci népgyűlésen előterjesztette a Szlovenszka krajina tervezetét. Ez egy autonóm terület lett volna Magyarországon belül. A „vend ügyek kormánybiztosá”-nak kinevezett Obál Béla vállalta, hogy egy olyan komplikált konstrukciót hoz létre, amelyben a szlovénok kívánságait teljesítik és a terület is megmarad a magyar közigazgatásban, de a gyűlésen ezt már túl előrehaladottnak látták és inkább megmaradt a jugoszláv-csatlakozás mellett. Ezen váratlan fejlemények miatt a kormány felfüggesztette az ügyet.
A szlovénségen belül azonban a háború utáni időkben szakadás állt be. A lakosság politikai vezetői jobbára az evangélikus és katolikus egyházak papjai közül kerültek ki, más és más elkötelezettségekkel. A katolikus oldal a délszláv államban képzelte el a vidék jövőjét (ahol szintén szerettek volna autonómiát elérni maguknak), míg az evangélikusok a magyarok oldalán álltak.
A zavaros állapotok között 1918. november 4-e és november 7-e között fosztogatással és vandálkodással járó zavargás tört ki Belatincon, amelyet egyesek „vend népfelkelés”-nek véltek és maga Tkálecz vonult volna a leverésére!
Vas megyében a Magyar Tanácsköztársaság létrejötte után is a Károlyi-kormány alatt kinevezett Obál Béla maradt a nemzetiségi biztos; feljebbvalója a vasi direktórium feje, Gyulai Emil volt. Obál egyik beosztottja volt Tkálecz Vilmos, a Vendvidékért felelős népbiztos-helyettes; az ő hatáskörébe a muraszombati és szentgotthárdi járásból, valamint a zalai részen fekvő belatinci (ma Beltinci) járásból tartoztak községek. Tkálecz, akárcsak Obál, már a Károlyi-kormány idején viselte és a tanácsállam létrejötte után is megtartotta ezt a tisztet.
Obálék feladata volt a kommunista közigazgatás megszervezése a Vendvidéken. Igyekeztek felkészülni még egy esetles szerb támadásra is, mivel a vidékkel szomszédos horvát Muraközben ellenséges szerb és horvát egységek álltak készenlétben, hogy Belgrád területi igényeit érvényesítve elfoglalják a Vendvidéket. A Mura mentét védő egységek azonban jól felkészültek voltak, és tudtak az ellenség lépéseiről. Javukra volt ugyanakkor az is, hogy a felsorakoztatott csapatok horvát és szerb katonái között ellentétek uralkodtak, s az egységeket vezető parancsnokoknak fogalmuk sem volt sem a vendvidéki, sem a magyarországi helyzetről, ráadásul a hátukban a helyi magyar lakosságból bizonyos „magyar gárda” szerveződött.
Bár az 1918. november 13-án az osztrák-magyar és szerb felek fegyverszüneti egyezménye a Mura vidékét Magyarországnak hagyta, Szerbia később meggondolta magát, és tervezni kezdte elfoglalását. Volt olyan elképzelés is, hogy egy csehszlovák-jugoszláv közös határt hoznak létre ezen a vonalon.
Decemberben a horvát csapatok már megszállták a Muravidéket, de a 83. magyar gyalogezred visszafoglalta azt, és ezután a közigazgatás irányítását a Vendvidéki direktórium vette át.
A vidéken állomásozó katonaság később, közvetve a helyi politikai eseményekre is hatott.

### A Vendvidék hovatartozásának kérdése

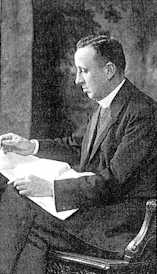
Matija Slavič, a párizsi békekonferencia szlovén küldöttségének Vendvidékért felelős szakértője. Slavič maga is értelmetlennek látta a Tkálecz-féle köztársaságot, noha erőteljesen dolgozott a vidék megszerzéséért.

1919. január 8-án a párizsi békekonferencián az antant hatalmai dönteni készültek Magyarország sorsáról. Az ünnepélyes keretek között megtartott üléstől a jugoszláv-párti vendvidéki szlovén vezetők azt várták, hogy a területet kössék az új, nagy délszláv államhoz. Valójában az ország nem annyira tartott igényt a vidékre, és ennek meglepő módon nem a magyar politikai által olyannyira hangoztatott „vend nem szlovén elmélet” volt az oka, hanem területi adottságok és némely statisztikai adatok. A Vendvidéket ugyanis nem kizárólag szlovének lakták, hanem élt velük igen sok magyar, sőt, jó néhány helyen, mint Alsószölnökön, Kismáriahavason (ma Fikšinci), illetve Görhegyen (ma Gerlinci) (és szórványosan más falvakban) figyelemre méltó német kisebbség is.
Az adatokat a magyarok kicsit torzították, hogy a határmódosításokat minden eszközzel meggátolhassák. Matija Slavič, a szlovén csoport vendvidéki szakértője ezeknek az elváltoztatott adatoknak tulajdonította a jugoszlávok kezdeti passzív magatartását. A szakértők nagy erőfeszítésekkel módosították a statisztikát, ám ők is legalább annyira torzították mindezt, mint a magyarok. Slavič elismeri, hogy a területen erőteljesen magyarlakta községek is vannak, de azok mellett ún. színszlovén községeket is említ. Az igazság az, hogy azokba is vegyült legfeljebb 5-10%-nyi magyar vagy német kisebbség, amint ezt az 1921-es jugoszláviai népszámlálási adatok is tükrözik.
A bizonytalanság és az érdektelenség látszatának oka inkább az igénylési szempontok tisztázatlansága lehetett. A horvát és szlovén képviselők elsősorban nemzeti elvre hivatkozva kérték a Vendvidék Jugoszláviához csatolását, többek között a lakosság etnikai összetétele és más történelmi szempontok szerint, például hogy a területen lakó, magát szlovén megnevezéssel illető, de sajátos nyelvet beszélő lakosság a „pannon szlávok örökese”, akik államát a magyar honfoglalás döntötte meg. A másik fontos szempont, hogy a Vendvidék köti össze a Nagykanizsától délnyugatra fekvő horvát területeket a Mura bal partjával, így egy „összefüggő szláv tömböt” alkot. Állításaik között szerepelt még az is, hogy az 1918-ban bevonuló horvát csapatokra mint felszabadítókra tekintett a vidék lakossága, és lelkes híve volt a Jugoszláviával egyesülésnek. Ezzel szemben később Mikola Sándor matematika-fizika tanár, a vend-kelta elmélet megalkotója azt állította, hogy 1919 után a vidék lakossága jelentős ellenállást fejtett ki a szerb és horvát csapatokkal szemben.

Valójában a Vendvidék nem volt túlságosan olyan értékes, hasznos terület, földje korlátozottan művelhetőnek bizonyult, nem rendelkezett természeti kincsekkel, sem jó földrajzi adottságokkal, amelyek stratégiai lehetőséget kínálhattak volna. Meglehetősen távol esett, azonkívül egyszerre négy ország ütközőpontjában, továbbá Szerbiát jobban érdekelték a döntően szerbek lakta területek megszerzése.
Nem volt egységes annak az álláspontja sem, hogy egyes területek a délszláv mely tagországához tartozzanak. Horvátország például igényt tartott Szlovénia ellenében a Vendvidékre, azonkívül más területekre, mint a Vajdaságra, vagy a Bánságra is ki akarta terjeszteni területét.
Mindent összevetve ekkor még kevés esély látszott arra, hogy a terület valóban elkerüljön a magyar közigazgatás alól. Szerbia figyelmét 1918 végén és 1919 elején a Bánság birtoklásának kérdése foglalkoztatta (ahol ez időben szintén volt egy el nem ismert állam). A szerb csapatok a térséget teljesen elfoglalták, emiatt viszont Románia ellenségeskedését vívták ki. A szerb fél mindenáron meg akarta szerezni az Európában egyedülállóan termékeny Bánátot, semmint a korlátozottan művelhető Vendvidéket. Azonban a Tanácsköztársaság megalakulása egy csapásra megváltoztatta. A jugoszláv küldöttség ekkor már kiállt a Vendvidék birtokba vétele mellett, és azzal érvelt, hogy szláv testvéreit szeretné megmenteni a bolsevizmus uralmától. A nagyhatalmak számára azonban még ez sem lehetett döntő szempont, mert döntéseiket számos tényező befolyásolta, így a francia és az olasz képviselők ellentétei is. Jugoszlávia még a Tanácsköztársaság elleni intervencióból sem kívánta különösebben kivenni a részét, nem kívánt nagyobb katonai erőt bevetni a dunai, murai, drávai területek megszerzésére. Egyedül Jovan Cvijić állt ki nyomatékosan a néhány héttel korábban igényelt területek, így a Vendvidék megszerzéséért. Sikerült is kicsikarnia azt az ígéretet, hogy a bizottság később feltételesen visszatér a korábban lezártnak tekintett határkérdésekre.

## A tanácsköztársaság megalakulásának hatása
A tanácskormány megalakulása nem keltett rokonszenvet a Vendvidéken. Az új kormányzat vidéken létrehozta a hatalomgyakorló szerveket, azaz a direktóriumokat. Az egyházak különösen élesen szembehelyezkedtek az új rendszerrel, mert a kommunisták állami tulajdonba akarták venni földjeiket és az egyházak nyílt felszámolására törekedtek – mindez közös fellépésre késztette az evangélikusokat és a katolikusokat. A kommunisták arra kötelezték az egyházi személyeket, hogy tegyenek hűségesküt az ateista proletár-hatalomnak. A kormánynak Alsólendván akadt a leghevesebb ellenzéke, mivel ott volt a legtöbb magántulajdon, így ott volt a legerősebb a burzsoázia. Az erősen vallásos lakosságot nemcsak a kommunisták ateizmusa háborította fel, de a hazaszeretetet háttérbe szorítani akaró internacionalizmus is. A kommunisták elkoboztak olyan, régóta családi tulajdonban lévő birtokokat és üzemeket is, amelyektől tulajdonosaik nagyon nem akartak megválni.

A kommunisták a világháború után úgy igyekeztek maguknak a vidéken bázist kiépíteni, hogy szociális és nemzeti felszabadítást hirdettek. Főleg arra a szegény falusi proletariátusra számítottak, amely a rossz termőföld miatt már évszázadokkal korábban zsellérkedésre kényszerült. A szervezkedőket többnyire olyan, a frontról hazatért katonák vezették, akik jártak Oroszországban, és ott megismerték a szocialista eszméket.

A kommunista agitálás hatására nagybirtokot, jegyzőséget, paplakot és üzletet megtámadtak, utóbbiak közül főleg azokat, amelyeknek tulajdonosai zsidók voltak. Az ilyen támadások meggátlására alakult meg a nemzetőrség.
A magyar kormány autonómiát ígérve próbálta megnyugtatni nemcsak a kommunisták által felizgatott embereket, hanem az értelmiségi-papi mozgalmakat is.

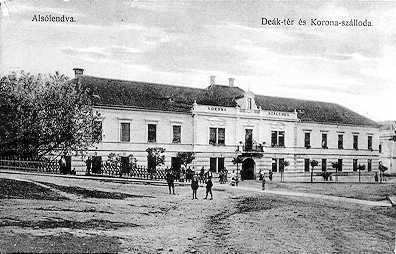
Az alsólendvai Korona Szálló fényképe az 1910-es évekből. Részben itt is zajlottak ellenforradalmi készülődések 1919-ben.

A kommunista hatalomátvétel után a helyi katonai egységek ellenforradalmi mozgolódásba fogtak Sebestyén Jenő zalaegerszegi mérnökkel. Áprilisban Felsőszölnökön, az egyik, Szentgotthárd melletti faluban a helyi pap buzdítására királypárti jelszavakat is skandáló résztvevők április 10-én már megtámadták az egyházi vagyont leltározni kívánó bizottság embereit, és kis híján megölték őket. A Vörös Őrség az incidens után őrizetbe vette a plébánost és több résztvevőt. Két nappal később Felsőlendván ugyancsak a helyi pap által felbuzdított emberek a sorozóbizottság munkáját akadályozták meg.

A murai katonamozgalmak kapcsolatokat kerestek a szerbekkel, hogy ne támadják meg őket, ha harcba bonyolódnának a Vörös Hadsereg egységeivel.

Sebestyénék szervezkedése egész Zala megyét átfogta volna – Lendva lett volna a kiindulópont, a fészek pedig Zalaegerszegen volt. Közvetlen kapcsolatokat létesítettek Letenye és Muraszombat vidékével. Állítólag fokozta a szervezkedést az a hír is, hogy Kun Béla az egységeket keleten, a románok ellen akarja bevetni annak ellenére, hogy délről a jugoszláv erők a Vendvidék megtámadására készültek.
Mindeközben ezen a vidéken is szervezték a szovjeteket, és azok néhány pozitív intézkedéssel meg is nyerték egy pár ember rokonszenvét. Megígérték a földosztást, de nem tudták megoldani az alapvető szociális problémákat: a zsellérséget és a föld nélküliséget.

A legégetőbb problémák ezek az alapvető szociális gondok voltak. A felső-vendvidéki területek termőföldje meglehetősen rossz minőségű és agyagos volt, a népesség pedig a 18. század óta nőtt. A sovány, szűk föld nem tudta eltartani a vidék lakosságát, ezért a legszegényebbek tavasztól őszig idénymunkára jártak először a Dunántúl belső területeire a nagyobb majorságokba kaszálni, kapálni, aratni, csépelni, vagy a szomszédos Stájerországba építkezésekre, hogy télire hazatérjenek. A 19. század második felében sokat fejlődött a terület, javultak az emberek életkörülményei és csökkent az idénymunkások száma. A háború azonban tönkretette a Vendvidéket, és Magyarország más területein is sokat vártak a kommunisták ígéreteitől.

A kommunista hatalomátvétel után az antant gazdasági blokádot vezetett be a Tanácsköztársaság ellen. Mivel Kun Béla és a többi vezető szembeszegült minden követeléssel, és a szankciók sem bírták őket jobb belátásra, Párizsból Jan Christian Smuts brit tábornokot küldték tárgyalni Budapestre. Ő kedvező feltételeket ígért és a gazdasági embargó feloldását, de eközben a franciák a románokkal, a csehszlovákokkal és jugoszlávokkal a mihamarabbi támadást készítették elő.
Mivel továbbra sem volt más munkalehetőség, az emberek egy csoportja a csempészet eszközéhez nyúlt, amit a kommunista törvények szigorúan megtiltottak, de ennek nem sikerült érvényt szerezni. Kettős tulajdonosok és munka nélkül maradtak fogtak bele szekérrel, vagy gyalog a csempészetbe osztrák területre, főleg szappant, tyúkot, húst, sertést, tojást és bort vittek át a határon különféle módszerekkel, erdőkön átgurítva, trágya vagy széna közé rejtve. Ausztriában mindezek hiánycikkek voltak, míg sóból, süvegcukorból, edényekből, tűzkőből, cipőtalpból, petróleumból, ruhából, vagy szerszámokból árufelesleg volt, ezeket adták a csempészáruért, amiket a csempészek tovább adtak Magyarországon. Az 1920-as években is folyt az illegális kereskedelem, akkor már Jugoszláviában is, de ezt arrafelé a szerbek gyakran keményen megtorolták, nem egy esetben a csempészeket brutálisan megölték.

### A kommunistaellenesség fokozódása
Az ellenforradalmárok miután elindították a felkelést, őrizetbe vették a direktórium tagjait. A direktórium viszont egyezségre jutott egy őrmesterrel, s annak segítségével sikerült felszámolni a megmozdulást. Ezután a vidéken is bevezették a proletárdiktatúrát, megkezdődött a papok és más „ellenforradalmárok” üldözése.

Viszont a tanácsköztársaság az egész országban elvesztette népszerűségét. A kommunista karhatalmi egységek, mint a Lenin-fiúk, vagy a Vörös Őrség az ellenforradalmiság alaptalan vádjával terrorizáltak a lakosságot, mely mindössze a baloldali diktatúrák vak rögeszméjének kiszolgálása volt. Állandó béremeléseket hajtottak végre, ami mögött nem állt semmilyen munka- vagy árufedezet. A központosítással emelkedett a bürokrácia és példátlan méretű agitációk vették kezdetüket.

Mivel csak a nyomort fokozta mindez a Vendvidéken is, ezzel a tanácsköztársaság korábbi támogatói közül is sokan szembefordultak a rendszerrel, megerősödtek az elszakadási és a jugoszláv csatlakozási törekvések.

## A köztársaság
Muraszombatban Tkáleczet népbiztossá nevezték ki. Bár a szociáldemokratákhoz tartozott, valójában nem volt benne semmilyen elkötelezettség, minden bizonnyal nagyon pénzsóvár ember lehetett. A kezdetekben még nagyon lelkesen „közreműködött” a kommunista rendszer kiépítésében a Vendvidéken. A katolikusoktól kisajátították a Novine c. hetilapot, amelyben ezentúl a régi magyar írásmód szerint írtak. Az újjászervezett kommunista szellemű lapban Tkálecz címlapon közölte az Oglász k lüdsztvi Szlovenszke okrogline (Hír a Vendvidék lakosságához) című írását, amelyben részletesen beszél, mi minden jót fog cselekdni a bolsevizmus a néppel. A propagandában a magyarosításokban is közreműködő Pusztai József író is szerepet vállalt, aki korábban még szakrális tartalmú könyveket írt. A jelenség azonban nem volt egyedi, mert például Móricz Zsigmond, vagy Kosztolányi Dezső is elkötelezték magukat a tanácsállam ez időben, pedig az ő művészetük nem tette teljesen magáévá a szélsőbaloldali nézeteket.

A csempészet egyre kiterjedtebben működött a vidéken, ezért a könnyű meggazdagodás reményében Tkálecz is belefogott ebbe, s Ausztriába szállított át illegálisan termékeket, amelyet egy kommunista kötelékben tevékenykedő tisztviselő semmiképp nem tehetett volna meg. Ebbe belerángatta több munkatársát a Vendvidéki direktóriumból. Matija Slavič megemlíti, hogy valaki, vagy valakik feljelentették Budapesten. Ezekről később olyan állítás hangzott el, hogy a Tkáleczcal rivális csempész kereskedők voltak. A fővárosból a Vendvidékre nyomozókat küldtek az ügy kivizsgálására, tekintve, hogy a megvádolt személy jelentős tisztséget viselt. A csendőrségen kihallgatásra került sor, mikor megjelent Pollák Károly hadnagy vezetésével egy szakasz katona. Pollák nagyon rossz hírben állt a környéken, s nyomást akart gyakorolni a kihallgatókra, hogy engedjék el Tkáleczet.

Kiszabadulván a fiatal tanító tudta, hogy előbb vagy utóbb ténylegesen letartóztatják és akár halálra is ítélhetik. Gyorsan kapcsolatba lépett gróf Szapáry László diplomatával, akit meggyőzött arról, hogy szembefordult a kommunistákkal. Szapáry kapcsolatot teremtett Tkálecz és az osztrák keresztényszocialista párt között, valamint stájer intézményekkel, de nem kapott tőlük támaszt.
Bonyolította a helyzetet a kötelező beszolgáltatás után csak fokozódó válságos gazdasági állapotban, hogy búzát és nagyobb súlyú élőállatokat (marhát) is szállítani kezdtek Stájerország területére, mely Magyarországon szintén rendkívüli hiányt szenvedett. Tkálecz is folytatta ekkor a búza-, illetve marhahúscsempészetet, melyet osztrák valutáért adott el.
Tkálecz, hogy ellehetetlenítse a nyomozók munkáját, visszaélve népbiztosi hatalmával kiutasította őket Muraszombatból. Ekkor egy nagyszabású tervbe fogott bele, mellyel ki akarta magát húzni a bajból és megkezdte az előkészületeket a Vendvidék függetlenségének kikiáltására.

### A köztársaság megalakulása

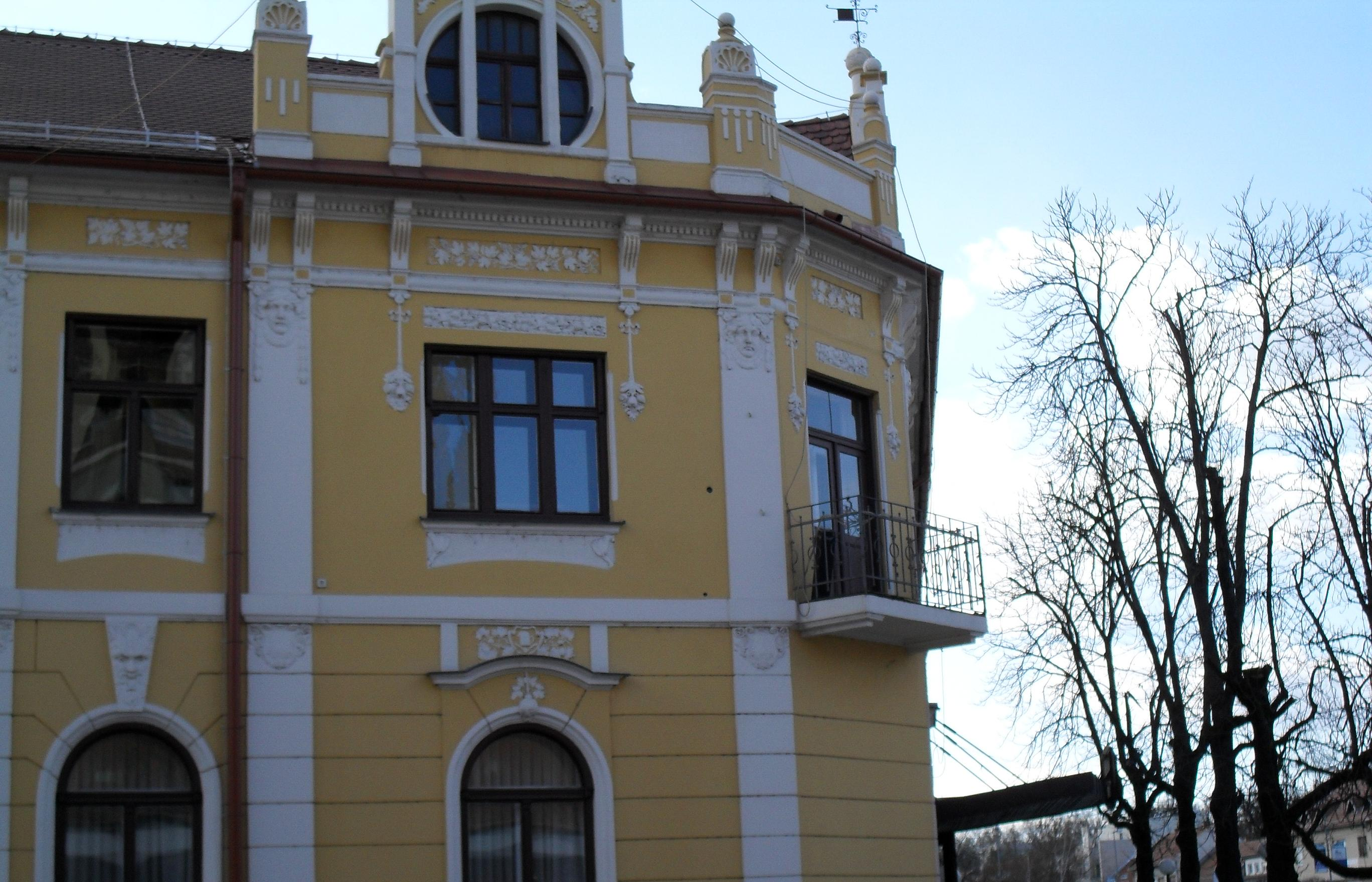
Dobray szálló erkélye, ma Hotel Zvezda. Erről az erkélyről kiáltotta ki Tkálecz Vilmos a Vendvidéki Köztársaságot

Tkálecz szokatlan és érthetetlen lépésre szánta el magát. Öt-hat bizalmas hívével, Obál kivételével május 28-án késő este közös jegyzőkönyvet fogadott el a muraszombati Elefánt Szállóban. Éjjel egy órakor, május 29-én a Dobray Szálló erkélyéről a helyi lakosság előtt deklarálta az önálló Vendvidéki Köztársaságot, amely bejelentette elszakadását a magyar proletár államtól, hivatkozva a „népek önrendelkezési jogára,” azaz a Thomas Woodrow Wilson amerikai elnök által meghirdetett tizennégy pontra, amivel az antantot segítő amerikaiak azt akarták elérni, hogy a Monarchia és a Német Birodalom területén alakult új államokban ne szorítsák háttérbe a kisebbségeket. További hivatkozása volt, hogy Kun Béla helytelen nemzetiségi politikát folytat. Tkálecz előzetesen beszédet tartott a lakosság és a katonaság előtt, amelyben elmondta, miért lépett erre az útra. Egyik indoklásaként felhozta, hogy elveti a kommunisták nemzetiségek felé irányuló terveit, továbbá azt, hogy a tanácsköztársaság nem tartja be ígéreteit, ezzel nem küszöböli ki a súlyos helyzetet a Vendvidéken.

A kikiáltás napján tartott első „kormányülésen,” ahol Tkálecz lett a köztársaság elnöke, május 29-ét a köztársaság ünnepnapjának kiáltották ki.
Az új állam kormánya a Vendvidéki direktórium tagjaiból állt össze, ezek között nagyon sok magyar nemzetiségű volt. A tagok közül azonban sokan elhagyták az újdonsült államot, s nem támogatták Tkáleczet, ezek voltak Füleki József titkár, valamint három hadnagy Pollák Károly, Vörös Veinsting Jenő, illetve Vörös Veinsting Ekker is.

### A Vendvidéki Köztársaság hat napja
Tkálecz egy sürgönyt írt május 30-án – ez a következő nap jutott el Kun Bélához –, amiben kijelentette, hogy a Vendvidék nem rokonszenvezik a kommunistákkal és ezért önálló államot hoz létre.
Kun aki néhány nappal korábban, május 21-én tett látogatást Vasban, Szombathelyen, nagy megrökönyödéssel fogadta mindezt, s ő maga sem akarta kezdetben elhinni, hogy tényleg igaz az, amit Tkálecz üzenetében írt. Tógány Napóleon telefon-összeköttetésben próbált tárgyalni Tkálecczal.

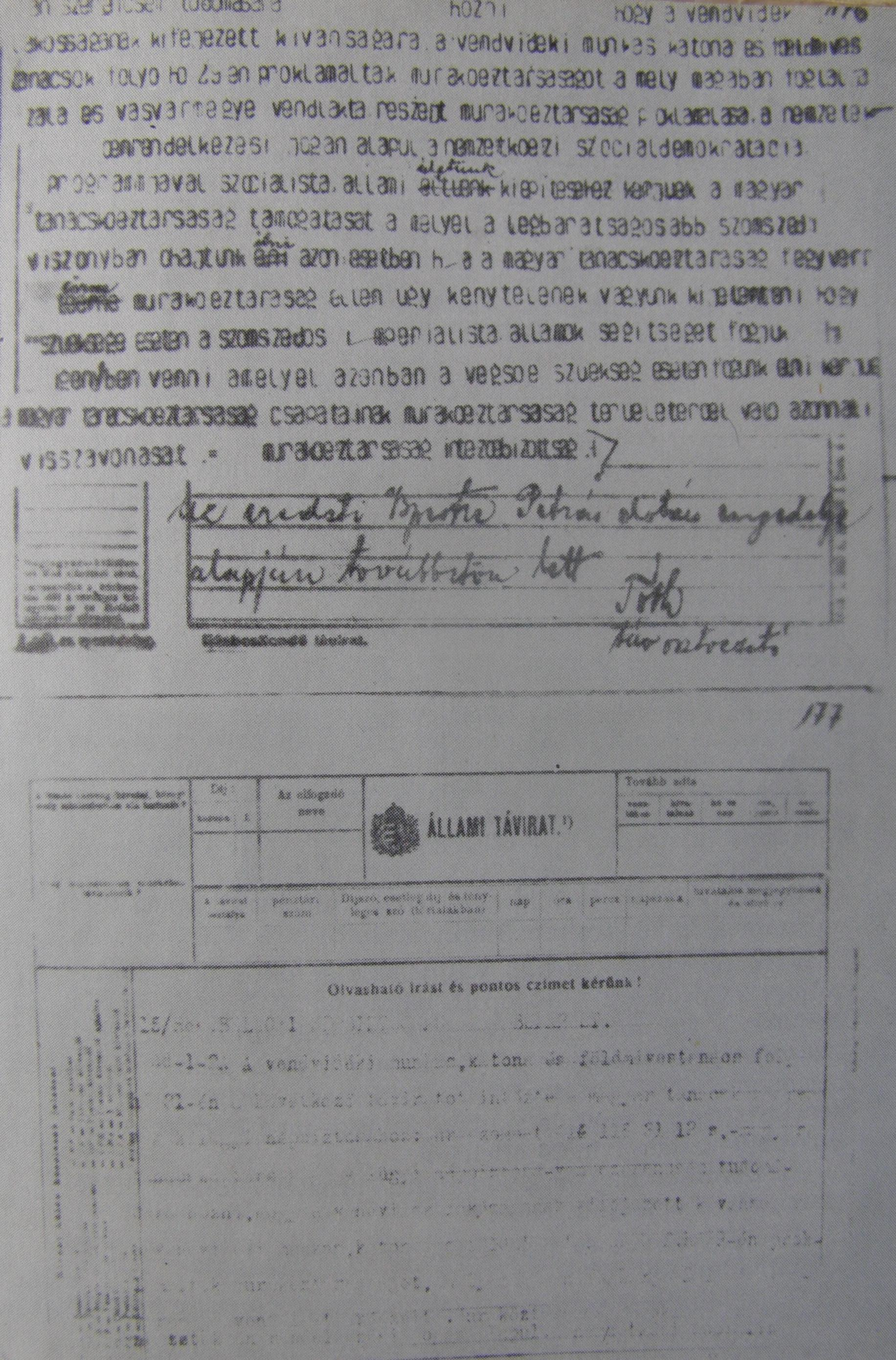
Tkálecz sürgönye Kun Bélának.

A vendvidéki kormány eljuttatta május 29-ei határozatát a vas megyei vezetőségnek is, ahol szintén hitetlenkedve fogadták mindezt.
Tkálecznek nem volt túlzottan sok támogatója a vidéken, mert konkrét programja nem volt az új állam vezetéséhez. Miután a tanácsköztársaság a földosztás kérdését nem oldotta meg az egész országban, nemhogy a Vendvidéken, ezért Tkálecz fogadkozott a papi és nagybirtokok felosztására, továbbá még a sorkatonaság eltörlésére, de erre hivatalba lépése után semmilyen előkészületet nem tett. A Perneczky Jenő vezette alsólendvai katonaság (mintegy hatszáz fő) az új köztársaság szolgálatába állt, köszönhetően annak, hogy Tkálecz rábeszélte őket, valamint Szapáry is ígéreteket tett nekik. Ezek a katonák valóban kommunista-ellenes érzelmeket tápláltak és úgy hitték, hogy megszabadulhatnak a tanácsköztársaságtól, ezért álltak Tkálecz mellé. Perneczky azután lett parancsnok, miután a kommunistákhoz hű Győri Kálmán alezredes otthagyta az egységét, amint ráeszmélt, hogy katonái antikommunisták. Perneczky katonái főleg magyarokból álltak, míg a stájer határnál Vasvecsésnél (ma Večeslavci) állomásozó egységek soraiban számos szlovén volt és több tiszt is a helyi lakosság soraiból került ki, a többiek magyar nemzetiségűek voltak.
A Vendvidéki köztársaság csekély visszhangot kapott a lakosság körében, Tkálecz beszédeinek és kiáltványainak ellenére, leszámítva Perneczkyt és katonáit, akik meg voltak győződve, hogy a kommunista elnyomás ellen küzdenek. Csakhogy a lakosság nem vette komolyan, sőt egyenesen nevettek rajta, de nem is sejtették, hogy ennek a hazárdírozásnak milyen következményei lehetnek még.
Tkálecz azt is tudta, hogy az ellentámadás nem várat magára, ezért támogatást keresett a Muraközben állomásozó szerb erőknél, akik elutasították, sőt inkább ellenszenvesen viszonyultak az új államhoz, amely nem mutatott hajlandóságot arra, hogy jugoszláv tagállamként csatlakozzon a belgrádi föderációhoz. Ezután fordult az osztrákokhoz és a bécsi Antibolsevista Comitéhez, amit a magyar ellenzék szervezett.
Tkálecznak ígértek pénzt és fegyvereket, de állítólag ezer puskán és némi lőszeren kívül nem sokat kapott, ez viszont nem volt elég ahhoz, hogy szembeszállhasson a Vörös Hadsereggel.
Tkálecz Klekl támogatását is próbálta megszerezni, de feltehetően ott is elutasítást kapott.
A kormány második ülésén határozat született, hogy az új köztársaság területén biztosítsák az állam hatalmát és megalapozzák katonai jelenlétét, amit alapvető feladatuknak tekintettek. Perneczky Jenőt katonai főparancsnokká nevezték ki. aki húszfős katonai egységeket rendelt stratégiai fontosságú pontokra, hogy ezzel megalapozza a köztársaság uralmát. Az államnak összesen 1194 fős haderő és 36 tiszt állt rendelkezésére, mely két a tanácsköztársaság előttről való nemzetőrségből, a Vörös Őrség egyik egységéből, mely az alsólendvai erőkhöz tartozott, egy szakaszból és egy határőr egységből állt. A harminchat tiszttel a kormány katonatanácsa szerveződött meg. Perneczky hat különböző pontra irányított katonákat, de mindenütt nem tudták megvetni a lábukat. Északon a Magasfok-Nádorfa-Kerkafő-Dolány vonalig, délen a Völgyifalu-Petesháza vonalig szállták meg a köztársaság erői a területet. Az északi részen, Szentgotthárd vidékén található kilenc még szlovénok lakta községet feltehetőleg azért nem vonta uralma alá (noha hivatalosan a Vendvidéki Köztársaság és a Vendvidék része volt), mert ott katonai erők állomásoztak, akikkel szemben nem vállalta a maroknyi húsz katona az összecsapást. A szentgotthárdi erők részt is vettek a Vendvidék néhány nappal később megtörtént visszafoglalásában is.
Alsólendva környékének többségében magyar lakossága valószínűleg már kezdettől fogva elutasította a vendvidéki köztársaságot. Így Tkálecz kezén körülbelül 940 km² lehetett. Vannak ugyan még élő szemtanúk, vagy leszármazottak, akik úgy emlékeznek vissza, hogy a vitatott területeken is megjelentek volna Tkálecz emberei, viszont már az általa „kézben tartott” területeken is hatalmának értéke nem jelentett komolyabbat, minthogy a vörösök bevonulása követő egy nap alatt kártyavár módjára omlott össze az egész köztársaság.
Szentgotthárd és Lendva megszerzésére a köztársaság több vezetője feltehetően nem tett le. A jugoszlávok is hasonló terveket készítettek, de a két városban nagyon kevés szlovén élt, szinte kizárólag magyar lakosúak voltak. A Szlovenszka krajina megalakítását célzó tervek is szintén nagy szerepet szántak a két városnak, Klekl pedig egy felállítandó szlovén ezred felét is Gotthárdon akarta elhelyezni, míg a többi Lendván szolgált volna. Továbbá egy közös Alsólendva-Regede-Szentgotthárd vasútvonalat és önálló szlovén plébániát akart Gotthárdon felállítani.
Tkálecz néhány apróbb intézkedéstől eltekintve már egyáltalán nem törődött országával, hanem feleségét és néhány ingóságát Grazba küldte vonaton, mely nagyon jól példázza, valójában mennyire őszintétlen szándékkal hajtotta végre a köztársaság kikiáltását.

### A köztársaság bukása

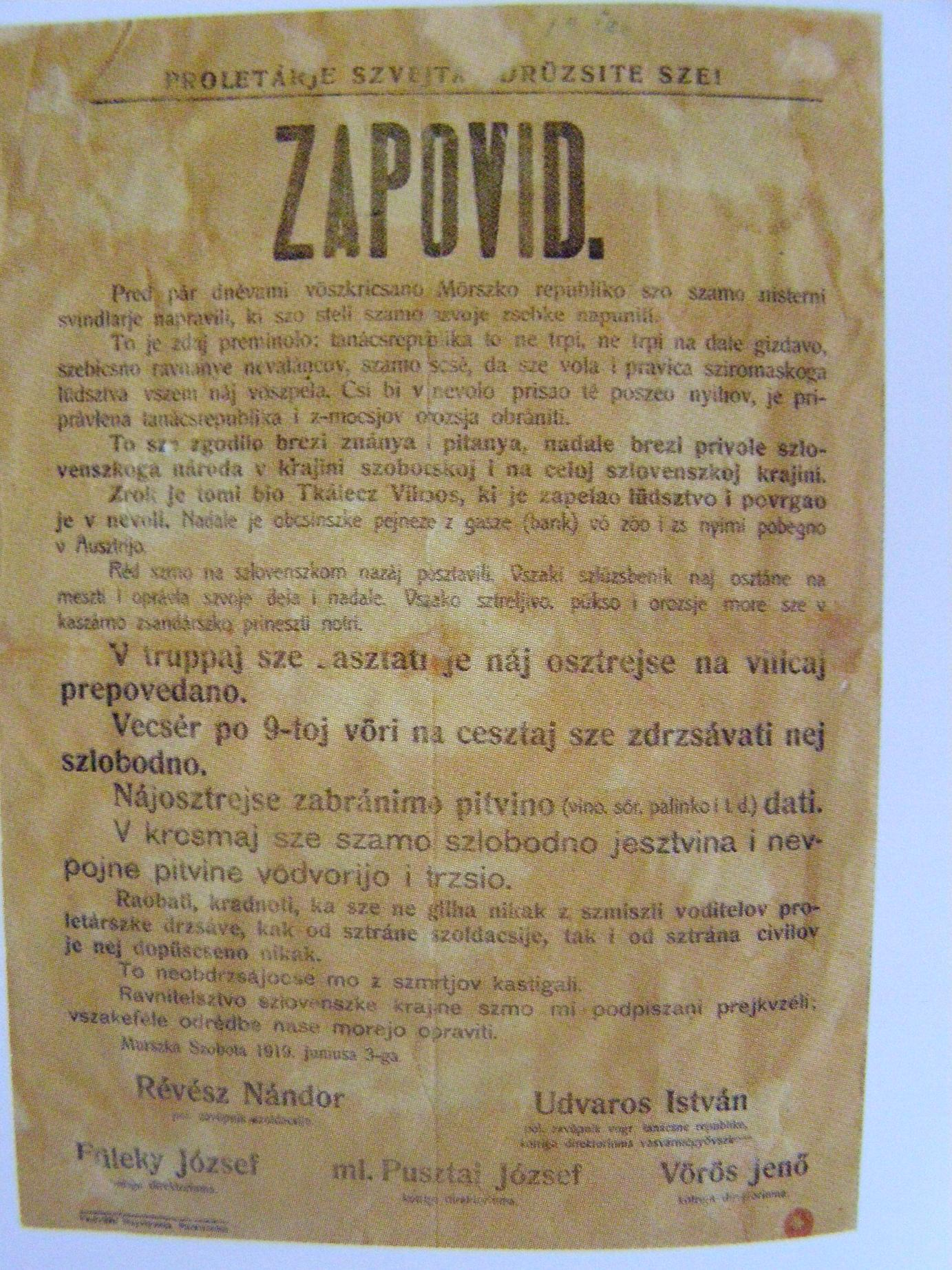
Tájékoztatás a Mura Köztársaság megdöntéséról

Az offenzíva kezdetekor Tkálecz készült arra, hogy a Szombathelyen, Sopronban, Sárváron, Kőszegen és Csornán szervezkedő ellenforradalmárokkal is kapcsolatban lépjen, azokon keresztül pedig megzavarhatta volna a Vörös Hadsereget a támadás keresztülvitelében.

Az állam szolgálatában álló reguláris katonaság védekezését a köztársaság vezetői – akik nem rendelkeztek megfelelő tapasztalatokkal –, rosszul szervezték meg és a fegyveres ellátásukat is hiányosan oldották meg. Javukra szólhatott volna, hogy a szlovén lakosság ekkor már teljesen a kommunisták ellen hangolódott, s az ellenállásba akár Vas és Zala megye magyar lakosságát is bevonhatták volna.

Még a Tkálecz ellen küldött katonaság sem volt vele oly mértékben ellenséges, sőt inkább kommunista-ellenes hangulat uralkodott azok körében is, akiket némi agitálással meg lehetett volna nyerni, de a kommunisták elhitették velük, ideológiájukkal teljes ellentétben álló nemzeti alapú állítással, hogy „a vendek fellázadtak a haza ellen és el akarnak szakadni.”
Június 3-án megérkeztek a kormányerők Tkálecz székhelyére kis késéssel, mert a Dunántúlon vasutassztrájkok voltak több helyen is. Velük szemben Perneczky Jenő háromszáz katonával próbált ellenállni Vashidegkút (ma Cankova) település mellett néhány géppuskával, tüzérségi felszerelés híján. Perneczky egységeit a túlerő Ausztria felé szorította és kiverte az országból. Ellenállásra még Korongnál (ma Krog) került sor, ahol néhány katona géppuskával lőtt rá a vörösökre.
A Muraszombatba bevonuló katonasággal érkezett két tanácsköztársasági megbízott, Révész Nándor és Udvaros István, velük együtt Füleki, Pollák és a két Veinsting.

A lakosság félve a katonáktól, nem mert ellenállásba kezdeni. Révész lett a muraszombati direktórium új elnöke, aki amnesztiát hirdetett és megpróbálta Tkáleczet elfogni. Az ellenállás megszűnése után a vörös hadsereg katonái ötven embert, főként földműveseket végeztek ki a vidéken, akiknek magatartásában „ellenforradalmiságot” véltek felfedezni. A lakosságra ezt követően közel ötmillió korona hadisarcot róttak ki. Révész továbbá százezer korona kölcsönt vett fel a katonaság zsoldjának kifizetésére, amit nem fizetett vissza. Ezektől eltekintve nem voltak komolyabb megtorlások a vidéken, a lakosságot nem találták az ellenforradalmi cselekményben bűnrészesnek.

Révész nem véletlenül volt ilyen nagylelkű. A lakosság nem fogott ugyan harcba a vendvidéki köztársaságért, de a bolsevik-ellenessége nem csillapodott, sőt egyre jobban fokozódott, annak ellenére, hogy a vörös katonák igyekeztek nem lőni a civilekre a harcok során. A be nem tartott ígéretekkel és a megszorításokkal betelt a pohár, a csempész-gazdaság továbbra is folytatódott és nőtt a jugoszláv-pártiak, s az anyanyelv használatát követelők száma.
Miután Révész távozott Muraszombatból, helyébe Benkő István egykori budapesti vasmunkást helyezték, aki helyett azonban a tényleges hatalmat Fülekiék gyakorolták.

### A proletárdiktatúra keményedése
Fülekiék Révész távozása után a „burzsoázia megfélemlítését” tűzték ki célul. Este kilenc óra után kijárási tilalmat, tíz óra után világítási tilalmat rendeltek el, állítólag csupán azért, hogy túszokat szedhessenek azok közül, akik ezt megszegik. Hamarosan megtörtént a túszok kijelölése, akiknek naponta kötelező volt megjelenni a direktóriumnál és a Vörös Őrség parancsnokánál. A túszok között volt Szlepecz János katolikus lelkész és író, valamint Czifrák János ügyvéd, aki később beszámolt a Vendvidéken történt eseményekről.

Tíz nap múlva Révész visszatért és megszüntette ezeket a rendelkezéseket, s nyugodt állapotokat teremtett, annak ellenére, hogy ellenfelei uszítani kezdtek ellene és több feljelentést tettek vele szemben, ami miatt Csuvara Istvánt küldték a helyére, aki nem sokáig maradt posztján, mert a tanácsállam megbukott.

A kommunisták eléggé rövid időre állították helyre hatalmukat a Vendvidéken, mert az augusztus 1-jére összeomlott a kommunista kormány.
Ami Tkáleczet illeti, ő Grazba menekült. Klekl is külföldre távozott, noha neki a köztársaság kikiáltásában és megszervezésében nem volt része, de a kommunisták várhatóan őt is felelősségre vonták volna a Szlovenszka kraina létrehozására tett munkálatai miatt, ami szemükben a Mura Köztársaság létrejöttének egyik oka volt.

Egyes vezetők Feldbachban leltek menedéket, ahol báró Lehár Antal különítményéhez csatlakoztak, akinek gróf Sigray Antal volt a helyettese. Ők ketten vezették az Anti-Bolsevista Comité (ABC) grazi csoportját. További kommunista-ellenes csoportok találtak menedéket Ausztria területén, ahol próbáltak különítményeket létrehozni.

Tkálecz Magyarországon telepedett le és némi viszontagság után beilleszkedett az ottani életbe, tanítóskodással, zeneszerzéssel, fordítással foglalkozott. Idővel nevét is megváltoztatta és így halt meg 1950-ben Budapesten.

## A köztársaság legitimitása

A trianoni Magyarország kialakulása.

A Monarchia 1918-as összeomlása során a központi vezetés hiányzott, különösen a peremterületeken, ahol létrejöttek a helyi polgári közigazgatási szervek által kikiáltott, de más államok által soha el nem ismert köztársaságok. A Vendvidéken ugyanaz volt a szituáció a háború után, de az ezzel egyidőben alakult Vendvidéki Köztársaság egészen eltérő volt, akárcsak a nem sokkal ezután kikiáltott Lajtabánság is.

A Vendvidéket Jugoszlávia birtokba vette, amelyből a mai Prekmurje formálódik. 1920-ban a trianoni határ mögül érkező (menekülő) elemek közül a magyar hatóságok ki akarták szűrni a kommunista-gyanús egyéneket. Ekkor tett a Vendvidéki Köztársaságról és Tkáleczről beszámolót Sandy Béla és Czifrák János, 1920-ban, Budapesten. Szerintük Muraszombatban a kommunista hatalomátvételnek a kezdeti lelkesedést kiváltó hírek ellenére nem volt nagy támogatottsága, s a lakosság a proletárdiktatúra embertelenségére csak a konkrét intézkedések után döbbent rá. Czifrák és Sandy a direktóriumban működő kispolgári elemeknek tulajdonította azt, hogy több rendeletet nem hajtottak végre Muraszombatban, és a katonaság alkalmankénti fegyelmezetlen viselkedését is ennek tudta be.

Véleményük szerint Tkálecznak már eleve furcsa ambíciói és uralkodási vágyai voltak, s a hatalmát vagyona gyarapítására akarta kamatoztatni. Gazdagsága vesztét okozta, s a kommunista karhatalom nyomozott utána, és minthogy már nem volt lehetősége Ausztriába szökni, ezért döntött amellett, hogy a Vendvidéken maga alapít államot, nemzeti alapon. Ezzel a frontváltoztatással lett ellenforradalmár, azaz „fehér.” Czifrák szerint, ha sikeresen meg tudták volna szervezni az ellenállást, s megnyerni maguknak azokat a katonákat, akiket a kommunisták ellenük küldtek, de valójában kommunista-ellenesek voltak, a nyugat-dunántúli lakosság is melléjük állt volna, és akkor azzal megdöntötték volna akár a proletárdiktatúrát is.
A Tkálecz által létrehozott tiszavirág-életű Vendvidéki Köztársaság eszméje korántsincs összefüggésben a vidéken zajló autonomista mozgalmakkal, később a Jugoszláviához csatlakozni kívánókkal.

Tkálecz tevékenysége nem egy mozgalom volt, hanem egy légből kapott elképzelés, amely teljesen életképtelennek bizonyult már létrejötte előtt is. Az emberek jórészt azért nem pártolták, mert erősen féltették maguk, családjuk és vagyonuk biztonságát, továbbá nem látták semmi értelmét, ellentétben a vidéki értelmiség és papság által megalkotott autonómiaelképzelésekkel.

Az az ellenforradalmi mozgolódás, ami az új állam kikiáltása előtt szerveződött, s támogatta Tkálecz Vilmost, sem tekinthető a dunántúli kommunista-ellenes felkelések részének.
Ugyanakkor hamis az a megrajzolt kép a Mura Köztársaságról, amely szerint Tkálecz és Perneczky célja nem elszakadás volt az állam megalakításával, hanem, hogy megtartsák a területet Magyarország részére, meggátolva a kommunista uralom alá való jutását és a Szlovéniához, Szerbiához, vagy Horvátországhoz való csatolását.
Az 1920-as trianoni békeszerződés kilenc falu kivételével az egész területet a jugoszlávoknak ítélte.
Egyes szlovén körök legitim államként tekintenek a Vendvidéki Köztársaságra és Tkálecz tettét úgy indokolják, hogy Kun Béla helytelen nemzetiségi politikája miatt fordult szembe a kommunistákkal. A Vendvidéket elfoglaló katonai egységeket a szlovén források terrorista erőknek titulálják. Viszont még a magyarországi határrendezésekről szóló párizsi tárgyalásokon tartózkodó Matija Slavič is úgy értékelte, hogy Tkálecznek köze sincs a szlovén függetlenségi mozgalmakhoz, még annak ellenére sem, hogy a jugoszlávoktól is kért támogatást, mert valójában többet remélt Ausztriától. De természetesen az osztrákokba vetett bizalma sem volt túl komoly.

Csupáncsak a véletlen műve az egész Vendvidéki Köztársaság, mivel Tkálecz javára volt, hogy ő maga szlovén nemzetiségű és a Vendvidék többségi lakossága is az. Ezzel a háta mögött könnyen hozhatott létre nemzeti alapú köztársaságot, ami azonban meggyőződés nélkül nem is volt igazi állam. Végül Tkálecz nem is törődött hazájával, ezzel saját népét sodorhatta volna súlyos veszélybe. Így nem volt semmilyen fontos érdeme a szlovén függetlenséget illetően.

## A Vendvidék további sorsa

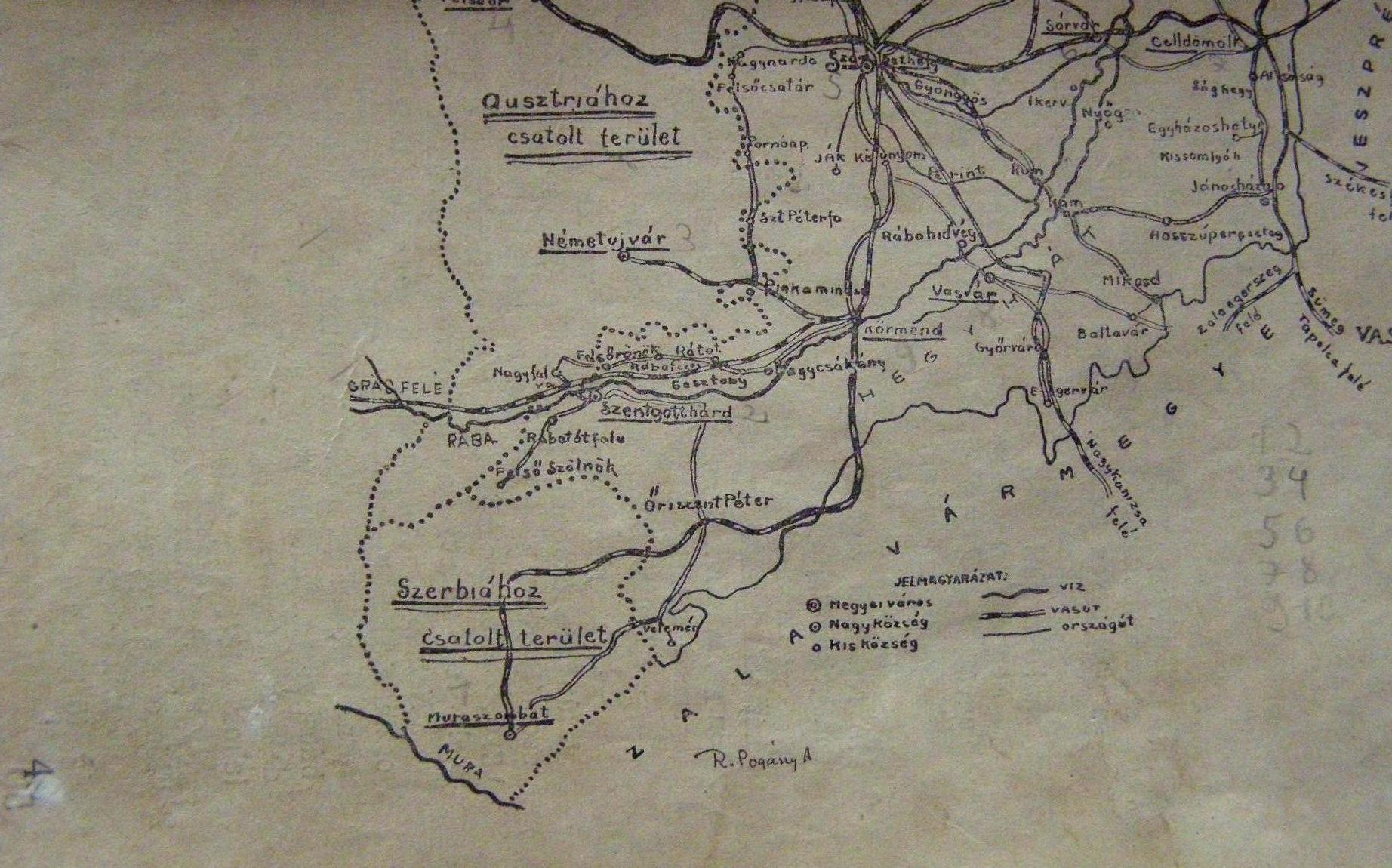
A trianoni békeszerződés után kialakult Vendvidék.

A tanácsköztársaság bukása után továbbra sem volt lehetőség a Vendvidék autonómiájára. Párizs augusztusban engedélyezte Belgrádnak, hogy elfoglalja a területet. A Krste Smajlović és Vladimir Uzorinac vezette horvát és szerb katonai alakulatok augusztus 12. és augusztus 13. között vonultak be a területre. Csaknem az egész Vendvidék a jugoszlávok kezére került, egyetlen rész kivételével. Északon Szentgotthárd és kilenc település, Alsószölnök, Istvánfalva, Újbalázsfalva, Permise, Orfalu, Felsőszölnök, Ritkaháza, Tótfalu és Szakonyfalu megmaradt magyar kézen.

A belgrádi kormány dr. Srečko Lajšnic egykori maribori körzeti főnököt nevezte ki az új terület a Muravidék polgári biztosává, szeptember 2-ától helyettese dr. Jožef Kočar lett. Lajšnic kinevezését követően kiáltványban deklarálta a szerb katonai megszállást a területen, hangsúlyozva, hogy a Vendvidék szláv (szlovén) lakossága visszatérhetett a jugoszláv közösségbe, mert „ez a föld mindig jugoszláv volt.”
A magyar katonaság a Muravidék visszafoglalására tett kísérletet 1919-ben és 1920-ban is, de ezek nem voltak túlzottan komoly próbálkozások, legfeljebb közönséges határsértéssel egyenértékű támadások. A térségben sokáig bizonytalan légkör uralkodott, különösen a magyar lakosság részéről, aminek száma ekkor nagyjából 20-22 ezer fő lehetett. A magyarok közül ezért többen csatlakoztak ezekhez a szórványos eredménytelen visszafoglalási akciókhoz, de a nagyszámú, jobban felszerelt és felkészültebb szerb erők ezeket az akciókat könnyedén visszaverték.

Jelentéktelen ellenállást tanúsított a vidék szlovén lakossága is kezdetben a megszállók ellen, de hamar elfogadták azt a tényt, hogy a szerb vezetésű nagy délszláv állam részei mostantól és nem Magyarországé, ahol már évszázadok óta éltek.

Az 1919. november 29-én végrehajtott Alsólendva visszafoglalásáért véghez vitt támadást a jugoszláv erők meggátolták és az azt támogató helyi magyarokon megtorolták, néhány ember kivégeztek, negyvenet túszként elfogtak, ebből tizennyolcat Szendrőre vittek. A szabadon engedésükért különféle küldöttségek és még muravidéki szlovének is lándzsát törtek. Az elhurcoltakat végül 1920-ban elengedték.
A második világháborúig rendszeresen érték támadások Magyarországot, így Jugoszlávia részéről is, hogy uszítja a határon túli magyarságot az utódállamok ellen. Jugoszláviában ekkor mintegy 465 ezer magyar élt. A békekonferencián kisebbségvédelmi szerződésekkel próbálták biztosítani a kisebbségek sértetlenségét a beolvasztó törekvésekkel szemben. Ebben kollektív jogok, mint az anyanyelv használata és oktatása is adva volt. Ennek megfelelően a kisebbség számának egy járásban el kellett érnie a 20%-ot. Az utódállamokban viszont arra törekedtek, hogy a magyar lakosságot területi igazgatásokkal, illetve betelepítésekkel 20% alá szorítsák, amely számarány mellett nem volt kötelező a kisebbségvédelmi szerződésben foglaltakat betartani.

A Muravidékre, Alsólendva területére a szlovén tengermellékről jött családokat költöztettek be, akik még a helyi szlovén lakosság regionális nyelvét sem értették, mivel dialektusukban erőteljes volt az olasz nyelv hatása.

A vend nyelvjárást beszélő lakosságnak sem volt jobb a helyzete, mert saját megszokott nyelvüket nem használhatták. Az iskolákban az 1907-ben elfogadott iskolatörvény (Apponyi Albert után a Lex Apponyi nevet kapta) kötelezővé tette az elemi iskolákban, hogy a magyar nyelv legyen az első, egyeduralkodó nyelv, a nemzetiség nyelvét pedig rövidebb ideig oktatták. Most azonban szigorúan tilos volt a regionális nyelven történő oktatás iskolában, templomokban, a sajtótermékeket is szlovén irodalmi nyelven közölték, de a vendül szóló kiadványok készítését továbbra sem korlátozta semmi. A vendet ezentúl a murai szlovén családok egymás között beszélték.
Magyarországon Mikola Sándor igyekezett a vend-kelta elmélettel igazolni, hogy Jugoszláviának nincs joga a Muravidék birtoklására, mivel a lakosság valójában nem szláv. Később már azzal az elmélettel állt elő, hogy a vendek valójában magyarok, velük rég azonosultak. 1941-ben a magyar honvédség visszafoglalta a Muramentét, ahol nem találkoztak ellenállással a rosszul felszerelt és szétesett jugoszláv katonaság részéről. A lakosság nem folytatott ellenállást, de nem is akart egyáltalán harcba keveredni a magyar alakulatokkal. A magyarok szemében ez kizárólag egyet jelentett, hogy túlságosan is erős bennük a Magyarországhoz való kötődés, s mindez csak azt igazolja, hogy ők magyarok. Hartner Nándor a Vendvidéki Magyar Közművelődési Egyesület elnöke többször hangsúlyozta „a vend csak vendül beszél, de lélekben, erkölcsben, gondolkozásmódban és testben magyar, az volt mindig és az is akar maradni örökké.”

Már akkor nyilvánvaló volt, hogy ezek az elképzelések kizárólag a politikai-ideológiai célokat szolgálnak. A lakosság előtt állandóan bizonygatni igyekeztek mindezt, mely tekinthető egyfajta beolvasztási kísérletnek is. Mindezekkel szemben Pável Ágoston, aki a Muravidék és magyarországi szlovének máig legnagyobb tudós és irodalmi értelmiségije sokkal realisztikusabban vizsgálja a vendeket. Pável szerint a vendek effektíven szlovének, mert a régi feljegyzésekből is kitűnik, hogy a lakosság anyanyelvét „szlovenszki jezik”-nek, önmagát „szlovenci”-nek mondta. Nyelvük önállósult nyelvjárás, vagyis regionális nyelv. De Pável is rokonszenvezett a magyar-szlovén (vend) kötődés elképzelésével, s magát kettős (magyar-szlovén) identitásúnak mondta.
1945-ben ismét megpróbálták elérni, hogy a maradék Vendvidéket Jugoszláviához csatolják. A kérdésben népszavazást kezdeményeztek, melyre feltehetően a lakosság igennel szavazott volna, de a magyar szervezetek szívós propagandájának köszönhetően a legnagyobb többség ellentmondott a csatlakozásnak. A világháborút követően az immár másodjára beköszöntő kommunista diktatúra rossz következményekkel járt egy részről a Vendvidék lakosságára nézve, amelynek hatása napjainkban is észlelhető. A vidék határsávban feküdt, ezért elszigetelődött, s a fennen hirdetett internacionalista eszmék miatt a szlovén lakosságban a nemzettudat még most is gyenge.
A történelmi Vendvidék szlovén lakossága, létszámánál fogva idegenkedett a harctól, ezért passzívan viszonyult a helyzethez. Politikai vezetőik a 19. században, mint Ivanóczy Ferenc, igyekeztek megtartani honfitársaik lelkében a nemzeti érzést, megőrizni a nyelvet és kultúrát, valamint elősegíteni a nemzeti fejlődést. Az Ivanóczyt követő politikai vezetők egyetlen reális lehetőségként a Szerb–Horvát–Szlovén Királysághoz való csatlakozást láttak.

Napjainkban a Magyarországhoz tartozó Vendvidéken jelentősen fogy azok száma, akik vendül beszélnek, ezzel szemben a Muravidéken továbbra is él a nyelv, s életképes.

## A köztársaság emléke Szlovéniában
Szlovéniában az emberek egy része lát ma is realitást a Vendvidéki Köztársaságban. Julij Titl 1971-ben írt Murska Republika c. tanulmánya nem fedi eléggé a valóságot, többek között másképp írja le Tkálecz Vilmos határon átnyúló illegális kereskedelmét, amit bizonyítottan kizárólag saját hasznára folytatott, s nem a Vendvidék, valamint annak lakosságának szükségleteire fordította. Emellett azt is figyelmen kívül hagyja, hogy már 1919-ben Matija Slavič, illetve más szlovén politikusok is elvetették a Vendvidéki Köztársaságot.

Az egykori Dobray Szállóban, ami napjainkban a Hotel Diana része, van egy szalon, amely a Murska republika (Mura Köztársaság) nevet viseli.
Vannak személyek, köztük politikusok, akik a vidék nyelvi és identitásbeli jellegzetességei miatt megalapozottnak ítélik a muravidéki autonómia igényét, ugyan politikai csoportosulás a rendszerváltás óta nem szerveződött meg. Olykor-olykor felmerülő probléma, elsősorban a magyar kisebbség részéről, hogy évente megünneplik a vidék Szlovéniához csatolását, mint az anyanemzettel való egyesülést és a „magyarosító elnyomás” alóli felszabadulást. Az ünnepség költségei miatt 2009-ben többen hangot adtak, mert a Muravidéki szociális fejlesztésére az ünnepségre kiutalt pénzhez képest keveset fordítanak állításuk szerint. Feri Lainšček író ezt badarságnak minősítette ugyan, de ő is hangoztatta többször véleményét a muravidéki identitással kapcsolatban. Ebben az évben volt a Vendvidéki Köztársaság kikiáltásának 90. évfordulója, amikor a várost festősablonnal készült Murska republika feliratú falfirkák lepték el több helyen, így a Szapáry kastély falára festettek néhányat. Néhányan politikai provokációra gondoltak, de Lainšček véleménye szerint ez még egyszerű csínynek sem minősül, sokkal inkább pozitív megemlékezésnek tartja, ugyanis a feliraton és az évszámon kívül semmi egyéb provokatív vagy szeparatista kijelentést nem tartalmaz. Szeparatista hangvételű falfirkák már évekkel ezelőtt is díszitették a város falait, amelyeknek visszhangjuk nem akadt akkor sem.
2010-ben, ismételten a Muravidék elcsatolására emlékező ünnepség kapcsán került előtérbe, hogy a Muravidék, mint Szlovénia peremterülete komoly mellőzőttséget érez. Evald Flisar író sem tartja oknélkülinek, mert a muravidékiek mindig is egy külön tudattal bíró része volt a szlovénségnek, saját nyelvvel. A hivatalos álláspontokkal ellentétben a szlovén polgári lakosság nem érzi a nemzet részének a muravidéki szlovéneket, mert két különböző hatalom és kultúra nyomása alatt éltek évszázadokig, amely többek között a nyelvükre sütötte rá bélyegét. Feri Lainšček ekkor azt mondta, hogy ha a problémákat már végképp nem lehet Szlovénián belül megoldani, fel kell támasztani a Vendvidéki köztársaságot. Túlzottan nagy meghökkenést ez a kijelentés sem okozott, miután mindennaposak az ilyen kijelentések a térségben, de a megvalósításig egyelőre még nem jutottak el.

## A köztársaság lakossága, földrajza
A területnek szlovénen kívül volt magyar, német, cigány és zsidó lakossága, valamint néhány horvát is, elsősorban a Muraközzel határos régióban, de a papok és tanítók között is voltak horvátok. Vallásuk evangélikus, katolikus, kis részt református volt. Reformátusok elsősorban Csekefán (ma Čikečka vas) éltek.

A különböző nemzetiségű lakosság kulturális és nyelvi szempontból kölcsönösen hatott egymásra. Ennek legjobb példája a mai Vendvidéken és a Muravidéken napjainkban élő rönkhúzás hagyománya, amelyet a szlovének és a magyarok a németektől vettek át.
A vidék talaja igen kavicsos, sárgásbarna agyag alkotja, kevés meszet tartalmaz. Gyakori jellemző mind az Őrségben, mind a Vendvidéken a talajok erodáltsága, aminek az egyik kiváltó oka volt a hosszú ideig használt bakhátas szántás. A mészszegénység Magyarországon egészen az 1945-ös talajjavításig jellemezte az őrségi és vendvidéki szántókat.

Az agyag fontos alapanyaga volt a fazekasságnak, ami mindkét tájon nagyon elterjedt foglalkozás volt. A Muravidéken ma is megtalálható Gerőháza község, amit eredetileg Gerencserócnak hívtak, szlovénül Lončarevci-nek. A szlovén lončar ill. a gerencsér fazekas jelentéssel bír. A faluban itt is jelentős tradícióval bírt a fazekasság egykor.
A Vendvidéki Köztársaságnak két fő folyója a Rába és a Mura. Harmadikként említhető a Zala aminek forrásterülete egykor a Vendvidéken volt. Orfalu község mellett található a Fekete-tó, amely napjainkban már csak láp, de egykor tó volt a helyén, amely a Zalát táplálta még a 19. században is, s a Zala a Balatonba ömlött. A Zala viszont csak igen rövid távon haladt a Vendvidéken.

A Rába is rövid szakaszon húzódik a táj északi peremén. Alsószölnöknél lép az ország területére és körülbelül 7–8 km-es út után el is hagyja a Vendvidéket. Természetvédelmileg értékes terület, több száz növényfaj él a Rába partján.

A Mura 55 km-en át halad a történeti Vendvidéken, utána a magyar-horvát szakaszon folytatódik. Ezenkívül találhatóak apróbb folyók is, mint a Kerka, vagy a Lendva-patak, valamint több ezer patak és forrás.
A Vendvidék északi része jellemzően dombos terület, az alsó síkvidékszerű. A hegyek itt nem emelkednek 500–600 m-nél magasabbra. Nemesnépi Zakál György őrségi író ezeket a magaslatokat írja „Vandal Hegyek”-nek, mely nem hivatalos elnevezés.

## A terület eredete
A szlovének már a 6. században letelepedtek a Dunántúl területén, így őslakos népnek számítanak a Kárpát-medencében. A szlovének sokáig avar uralom alatt éltek, részben foglyokként érkezhettek ide, hogy műveljék a nomádok részére a földet. A két nép együttélésének bizonyítéka a közös temetők használata és a hamvasztás rítusa. A szlovén területek a Balatontól délre feküdtek, kiterjedésük pontos határa ma sem ismert.

Az avarokat követték a frankok, őket pedig a magyarok. A honfoglalás után egyes szláv, frank és avar elemek elhagyták a vidéket, mások továbbra is magyar ellenőrzés alatt éltek tovább, s idővel többségük beolvadt a magyarokba. Kivéve az ország nyugati sarkában a Mura mellékén, az Őrség gyepűelvének számító régióban. Számuk valószínűleg akkor még elenyésző lehetett, de miután a magyar királyok kezelésbe vették a gyepűn túli területeket, párhuzamosan nőtt a lakosság száma is.

1183-ban Franciaországból III. Béla cisztercita földművelő szerzetes rendet telepített le a Rába mentére (a mai Vendvidékre), ami akkoriban még mindig lakatlan volt, feltehetőleg csak néhányan élhettek itt. Ezek megalapítottak a szentgotthárdi apátságot. A ciszterek munkaerő gyanánt hoztak telepeseket a mai Muravidékről, sőt a stájerföldről és horvát területekről is. A mai vendvidéki lakosság is ezekből az elemekből formálódik.

A Muraföld szlovén népe egy részének földesuraik nyomán 16. században át kellett térnie előbb kálvinista, majd lutheránus hitre, az ún. „Cuius regio, eius religio” (Akié a föld, azé a vallás) elv alapján. Ezzel járt együtt, hogy megismerhették az anyanyelven történő írást és olvasást. Akik viszont meg akartak maradni régi hitükön, azok kivándoroltak Somogyba.

A szlovén evangélikusok a muraszombati lutheránus esperesség felügyelete alá tartoztak, amelynek esperese Thomas Krisan volt.
Ugyanebben az időszakban az oszmán-törökök és a szerbek rendszeresen megtámadták a szlovén falvakat, emiatt sok szlovén katolikus család menekült Somogyba. A 17. század közepére az egész történeti Vendvidék az Oszmán Birodalomnak hódolt, ami azt jelentette, hogy adót fizetett neki, közigazgatásilag nem tartozott török fennhatóság alá.

A 17. század végén és a 18. század elején elindult a rekatolizáció a szlovének körében is. Ekkor az evangélikus lelkészeket, tanítókat és híveket űzték el Somogyba, akik a korábban odatelepült többi szlovénnal együtt most jelentős számú kisebbséget képezte három járásban is. Az evangélikusok esperese Küzmics István surdi lelkész volt, aki Strukóc (Sűrűház) községben született és lefordította a teljes evangélikus Újtestamentumot vendre (Nouvi Zákon), amely európai szinten is megállja a helyét.
A 18. századi ellenreformációs tevékenységek korára esik a Tótság fejlődése. A katolikus egyház hozott létre a területen egy esperességet (Tótsági Esperességi Kerület) még a középkorban, amit megerősített. Hogy a szlovéneket Vas megyén belül rendezze, kezdte megszervezni a Vendvidék-et, de az is eredetileg egyházi jellegű név volt. A lakosságot a vidék papi és tanári értelmisége az ókori germán vandálokig vezette vissza, alapozva arra, hogy a szomszédos németség „wendisch” vagy „windisch” névvel illeti, következésképp a két név hasonlít egymásra. A vandál elmélet eredete a 16. századig megy vissza. Alsólendván ismeretlen szerző készített egy szlovén szertartás könyvet, ami Agenda Vandalica nevet viseli (1587). A latin nyelvű források „vandalicus” formában írják mindenütt a szlovéneket, településeiket, nyelvüket. Még a felvilágosodás és reformkori papok és tanítók is anyanyelvükön írnak „vandali, vandalszka vüszta” kifejezéseket, de leggyakrabban a „szloven, szlovenszki jezik” formában írnak az emberekről és nyelvükről.
A 19. században a muraszombati és szentgotthárdi járások elődeként fennállt a Tótsági járás, amelyhez őrségi és burgenlandi falvak is. Több mint negyvenezer lakosából nyolcezer magyar volt.
A politikai elvárásoknak megfelelően a Vendvidék és lakói a vendek egy szlovéntól elkülönülő kisebbség volt Magyarországon, aminek célja elsősorban a magyarosítás volt, hogy minél jobban Magyarországhoz kössék a szlovéneket. A kiegyezés után a tudományos művek lassan kezdték elfogadni, hogy a vend lakosság is szlovén nép, s csak a trianoni békeszerződés után élesztették fel újra a történetileg helytelen „vend, nem szlovén” elméletet.
Trianon előtt Zala és Vas szlovén lakossága jóval egységesebb volt. Jugoszláviához történt csatolásukkor a murai szlovének nyelvében és identitásában bizonyos mértékű változás következett be, de megőrizte saját hagyományait és ma már Szlovéniához tartozónak érzik magukat. Napjainkban Magyarországon kevesebb mint ötezer szlovén él, akik a vend dialektusukat beszélik.

## Lásd még
- Baranya–bajai Szerb–Magyar Köztársaság
- Lajtabánság
- Szlovenszka krajina
- Tkálecz Vilmos
- Vendvidék